# Sindaci di Sondrio
Di seguito l'elenco cronologico dei sindaci di Sondrio e delle altre figure apicali equivalenti che si sono succedute nel corso della storia.

## Regno d'Italia (1860-1946)
Sindaci
| Sindaco                                                  | Dal  | Al   |
| -------------------------------------------------------- | ---- | ---- |
| Luigi Torelli (Governatore della Valtellina)             | 1859 | 1861 |
| Andrea Polatti                                           | 1861 | 1863 |
| Giovanni Battista Botterini de Pelosi (Facente funzioni) | 1863 | 1865 |
| Giovanni Longoni                                         | 1865 | 1866 |
| Giovanni Battista Botterini de Pelosi (Facente funzioni) | 1866 | 1867 |
| Giuseppe Sertoli                                         | 1867 | 1871 |
| Giacinto Paribelli (Facente funzioni)                    | 1871 | 1871 |
| Antonio Longoni                                          | 1872 | 1874 |
| Francesco Foianini (Facente funzioni)                    | 1874 | 1876 |
| Antonio Longoni (Facente funzioni)                       | 1876 | 1877 |
| Antonio Longoni                                          | 1877 | 1880 |
| Carlo Facetti (Facente funzioni)                         | 1880 | 1881 |
| Francesco Foianini                                       | 1881 | 1889 |
| Luigi Bosatta                                            | 1889 | 1890 |
| Paolo Botterini de Pelosi                                | 1890 | 1895 |
| Attilio Toccalli                                         | 1895 | 1902 |
| Giuseppe Botterini de Pelosi                             | 1902 | 1910 |
| Giuseppe Pizzala                                         | 1910 | 1911 |
| Filippo Buzzi                                            | 1911 | 1912 |
| Celestino Carpi (Commissario prefettizio)                | 1912 | 1912 |
| Leopoldo Ottoni                                          | 1912 | 1913 |
| Filippo Orsatti (Facente funzioni)                       | 1913 | 1914 |
| Antonio Longoni                                          | 1914 | 1920 |
| Emilio Bosatta                                           | 1920 | 1926 |
| Emilio Bosatta (Commissario prefettizio)                 | 1926 | 1926 |

Podestà
| Podestà                                      | Dal  | Al   |
| -------------------------------------------- | ---- | ---- |
| Emilio Bosatta                               | 1926 | 1929 |
| Emilio Bosatta (Commissario prefettizio)     | 1929 | 1929 |
| Spartaco Gunella (Commissario prefettizio)   | 1929 | 1929 |
| Spartaco Gunella                             | 1929 | 1933 |
| Mario De Gojzueta (Commissario prefettizio)  | 1933 | 1933 |
| Andrea Miotti                                | 1933 | 1937 |
| Torquato Carnevali (Commissario prefettizio) | 1937 | 1938 |
| Bettino Bertolini                            | 1938 | 1941 |
| Bruno Credaro                                | 1942 | 1943 |
| Raffaele Cecconi (Commissario prefettizio)   | 1943 | 1943 |
| Raffaele Cecconi                             | 1943 | 1943 |
| Cesare Zoppi (Commissario prefettizio)       | 1944 | 1944 |
| Luigi Flematti                               | 1944 | 1945 |

Sindaci
| Sindaco           | Dal  | Al   |
| ----------------- | ---- | ---- |
| Virgilio Bonomi   | 1945 | 1946 |
| Umberto Catellani | 1946 | 1946 |

## Repubblica Italiana (dal 1946)
| Sindaci eletti dal Consiglio comunale (1946-1994)    | Sindaci eletti dal Consiglio comunale (1946-1994)     | Sindaci eletti dal Consiglio comunale (1946-1994) | Sindaci eletti dal Consiglio comunale (1946-1994)              | Sindaci eletti dal Consiglio comunale (1946-1994) | Sindaci eletti dal Consiglio comunale (1946-1994) | Sindaci eletti dal Consiglio comunale (1946-1994) | Sindaci eletti dal Consiglio comunale (1946-1994) | Sindaci eletti dal Consiglio comunale (1946-1994) |
| Nominativo                                           | Nominativo                                            | Partito                                           | Partito                                                        | Partito                                           | Partito                                           | Mandato                                           | Mandato                                           | Elezioni                                          |
| Nominativo                                           | Nominativo                                            | Partito                                           | Partito                                                        | Partito                                           | Partito                                           | Inizio                                            | Fine                                              | Elezioni                                          |
| ---------------------------------------------------- | ----------------------------------------------------- | ------------------------------------------------- | -------------------------------------------------------------- | ------------------------------------------------- | ------------------------------------------------- | ------------------------------------------------- | ------------------------------------------------- | ------------------------------------------------- |
|                                                      | Giulio Carugo                                         | ?                                                 | ?                                                              | ?                                                 | ?                                                 | 13 aprile 1946                                    | 1951                                              | Elezione 1946                                     |
| 1951                                                 | Giulio Carugo                                         | ?                                                 | ?                                                              | ?                                                 | ?                                                 | 21 settembre 1953                                 | Elezione 1951                                     |                                                   |
|                                                      | Arturo Schena                                         |                                                   | Democrazia Cristiana                                           | Democrazia Cristiana                              | Democrazia Cristiana                              | 21 settembre 1953                                 | Elezione 1951                                     | 1956                                              |
| 1956                                                 | Arturo Schena                                         | 1960                                              | Democrazia Cristiana                                           | Democrazia Cristiana                              | Democrazia Cristiana                              | Elezione 1956                                     |                                                   |                                                   |
| 1960                                                 | Arturo Schena                                         | 15 dicembre 1964                                  | Democrazia Cristiana                                           | Democrazia Cristiana                              | Democrazia Cristiana                              | Elezione 1960                                     |                                                   |                                                   |
|                                                      | Saverio Venosta                                       |                                                   | Democrazia Cristiana                                           | Democrazia Cristiana                              | Democrazia Cristiana                              | 15 dicembre 1964                                  | 1970                                              | Elezione 1964                                     |
| 1970                                                 | Saverio Venosta                                       | 30 ottobre 1975                                   | Democrazia Cristiana                                           | Democrazia Cristiana                              | Democrazia Cristiana                              | Elezione 1970                                     |                                                   |                                                   |
|                                                      | Alberto Frizziero                                     |                                                   | Democrazia Cristiana                                           | Democrazia Cristiana                              | Democrazia Cristiana                              | 30 ottobre 1975                                   | 1980                                              | Elezione 1975                                     |
| 1980                                                 | Alberto Frizziero                                     | 30 luglio 1985                                    | Democrazia Cristiana                                           | Democrazia Cristiana                              | Democrazia Cristiana                              | Elezione 1980                                     |                                                   |                                                   |
|                                                      | Primo Buzzetti                                        |                                                   | Democrazia Cristiana                                           | Democrazia Cristiana                              | Democrazia Cristiana                              | 30 luglio 1985                                    | 14 luglio 1990                                    | Elezione 1985                                     |
|                                                      | Flaminio Benetti                                      |                                                   | Democrazia Cristiana                                           | Democrazia Cristiana                              | Democrazia Cristiana                              | 14 luglio 1990                                    | 11 agosto 1994                                    | Elezione 1990                                     |
|                                                      | Antonio Materia (Commissario prefettizio)             | –                                                 | –                                                              | –                                                 | –                                                 | 11 agosto 1994                                    | 5 dicembre 1994                                   | –                                                 |
| Sindaci eletti direttamente dai cittadini (dal 1994) |                                                       |                                                   |                                                                |                                                   |                                                   |                                                   |                                                   |                                                   |
| Nominativo                                           | Nominativo                                            | Partito                                           | Partito                                                        | Coalizione                                        | Coalizione                                        | Mandato                                           | Mandato                                           | Elezioni                                          |
| Nominativo                                           | Nominativo                                            | Partito                                           | Partito                                                        | Coalizione                                        | Coalizione                                        | Inizio                                            | Fine                                              | Elezioni                                          |
|                                                      | Alcide Molteni                                        |                                                   | Partito Democratico della Sinistra poi Democratici di Sinistra |                                                   | PDS                                               | 5 dicembre 1994                                   | 14 dicembre 1998                                  | Elezione 1994                                     |
|                                                      | Alcide Molteni                                        | DS-PPI-PRC                                        | Partito Democratico della Sinistra poi Democratici di Sinistra | 14 dicembre 1998                                  | 10 giugno 2003                                    | Elezione 1998                                     |                                                   |                                                   |
|                                                      | Bianca Bianchini                                      |                                                   | Forza Italia                                                   |                                                   | FI-AN-LN-UDC                                      | 10 giugno 2003                                    | 21 agosto 2007                                    | Elezione 2003                                     |
|                                                      | Tiziana Giovanna Costantino (Commissario prefettizio) | –                                                 | –                                                              | –                                                 | –                                                 | 21 agosto 2007                                    | 29 aprile 2008                                    | –                                                 |
|                                                      | Alcide Molteni                                        |                                                   | Partito Democratico                                            |                                                   | PD-SA-PSI-L. civiche                              | 29 aprile 2008                                    | 28 maggio 2013                                    | Elezione 2008                                     |
|                                                      | Alcide Molteni                                        | PD-PSI-SEL-L. civiche                             | Partito Democratico                                            | 28 maggio 2013                                    | 26 giugno 2018                                    | Elezione 2013                                     |                                                   |                                                   |
|                                                      | Marco Scaramellini                                    |                                                   | Indipendente                                                   |                                                   | LN-FI-FdI-L. civiche                              | 26 giugno 2018                                    | 20 maggio 2023                                    | Elezione 2018                                     |
|                                                      | Marco Scaramellini                                    | FdI-LSP-FI-L. civiche                             | Indipendente                                                   | 20 maggio 2023                                    | in carica                                         | Elezione 2023                                     |                                                   |                                                   |